# Karl Sunesson
Karl Sunesson var jarl i Götaland under 1130-talet. Karl är endast känd genom medeltida isländska källor där hans patronymikon skrivs Sónason och där det uppges att han var son till en Sune Ivarsson och Estrid Ogmundsdotter från Norge. Karl ska ha varit sonsons son till en storman Sigtrygg i Närke, hos vilken Olav den helige gästade 1029 på sin väg från Norge till Ryssland. Karls morfars far var enligt samma källor son till den norske jarlen Orm Eilivsson.
Karl övertalades av den fördrivna norske kungen Magnus den blinde att genomföra ett krigståg till östra delen av Viken (nuvarande Bohuslän). Där blev Karls här besegrad av Inge Krokryggs anhängare i ett slag i Krokaskogen 1137 och Karl tvingades fly tillbaka in i Västergötland.
Karl var sannolikt gift med Birgitta, dotter till den norske kungen Harald Gille, i hennes första (av tre) äktenskap.